# Daniel el travieso: Caza dinosaurios
Dennis the Menace: Dinosaur Hunter es una película para televisión de imagen real basada en la tira cómica Daniel el travieso, dirigida por Doug Rogers, y protagonizada por Victor DiMattia como Daniel Mitchell y William Windom como el Sr. Wilson. Se emitió por primera vez en televisión en 1987, pero no fue lanzado oficialmente otra forma hasta 1993, debido a la popularidad de la película de 1993, Daniel el Travieso.

## Argumento
Daniel y sus amigos descubren un esqueleto de dinosaurio en el patio de su casa, llamada por Daniel como "Danielsaurio". El descubrimiento le hace la vida imposible a todos, como científicos, periodistas, y operadores de parques de atracciones invadiendo el barrio donde Daniel vive.

## Reparto
| Actor           | Personaje                         |
| --------------- | --------------------------------- |
| Victor DiMattia | Daniel Mitchell (Dennis Mitchell) |
| Patricia Estrin | Alice Mitchell                    |
| Patsy Garrett   | Sra. Martha Wilson                |
| Jim Jansen      | Henry Mitchell                    |
| Jarrett Lennon  | Joey                              |
| Molly Morgan    | Gina                              |
| Kirsten Price   | Margaret                          |
| William Windom  | Sr. George Wilson                 |